# Marco Antonio Alaimo
(Leonardo Sciascia, Il consiglio d'Egitto)
Marco Antonio Alaimo (Racalmuto, 16 gennaio 1590 – Palermo, 29 agosto 1662) è stato un medico italiano.
È ricordato soprattutto per aver debellato la peste di Palermo del 1624, atto che gli garantì notorietà a livello europeo.
Fondò nel 1621 l’Accademia di anatomia a Palermo, la più antica d’Europa, e contribuì alla costruzione della Chiesa di Santa Maria degli Agonizzanti, dove tuttora è tumulato.

## Appartenenza geografica
Il luogo di nascita di Alaimo è stato a lungo dibattuto, con molti che si interrogavano se fosse nativo di Racalmuto o piuttosto di Regalbuto, oggi in provincia di Enna, come era spesso riportato. 
L'errore si data al novembre 1632, tre mesi dopo la sua morte, quando l'allievo Andrea Vetrano garantì l'appartenenza di questi al comune regalbutese: si perseverò dunque nella fallacia, fino alla pubblicazione di un saggio dell'abate Salvatore Acquista, nel 1852, che chiarì l'equivoco grazie ad una completa documentazione.

## Biografia
Nato e cresciuto a Racalmuto, nel Vallo di Girgenti, Alaimo intraprese gli studi presso l’università di Messina dove si laureò in filosofia e medicina nel 1610, ad appena vent’anni.
Dopo un breve periodo di specializzazione in tale città, si trasferì in seguito a Palermo.

### La Congregazione degli Agonizzanti

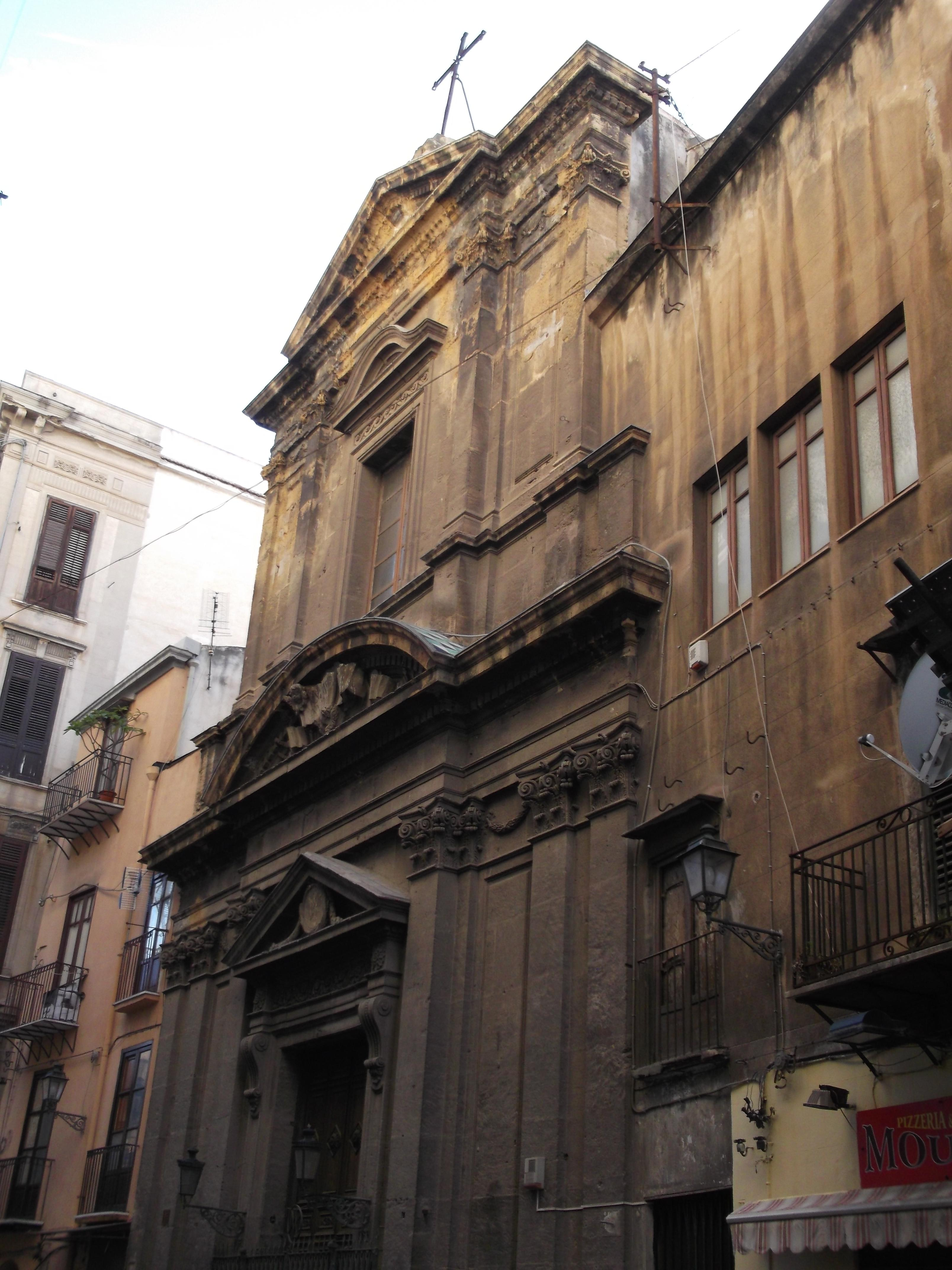
La chiesa di Santa Maria degli Agonizzanti, fondata a Palermo dall'omonima congregazione.

Oltre che per la grande erudizione, fu elogiato anche per la sua pietà e la sua grande propensione religiosa.
Infatti, il 29 ottobre 1614, nell'Oratorio di San Girolamo, fondò la Congregazione degli Agonizzanti insieme ad altri otto fedeli, sotto la guida di don Vincenzo Di Maria: oltre all’Alaimo, erano presenti anche don Antonino Cicala, don Rocco Puleio, Giovanni Leonardo Capurro, Don Alfonso Ribba, Don Francesco Ferreri, Giuseppe Clauso, Ludovico Sghemma e Francesco Quaranta.
Tale congregazione fu ispirata da un sogno avuto dallo stesso sacerdote, cappellano della chiesa di San Vincenzo dei Confettieri, nonché dalla condanna a morte di un tale Francesco Anello di Caccamo, avvenuta l’anno precedente, il quale morì bestemmiando: quindi la Congregazione si riuniva il mercoledì per pregare a favore delle anime dei moribondi, e praticava il digiuno nei tre giorni precedenti all’esecuzione di un condannato.
Con sede inizialmente nella stessa Chiesa di San Girolamo, la Congregazione si spostò poi nell’Oratorio degli Agostiniani, quindi nella Chiesa di San Vincenzo dei Confettieri attorno al 1623.
I fondatori della Congregazione pensarono quindi di realizzare una chiesa apposita, date anche le vaste proporzioni raggiunte in termini di fedeli. E così, anche attraverso il denaro, l’Alaimo contribuì alla costruzione della Chiesa di Santa Maria degli Agonizzanti, inaugurata il 10 marzo 1630. Da allora, la Congregazione si espanse in tutta Europa.

### L'Accademia dei Lastrofisici

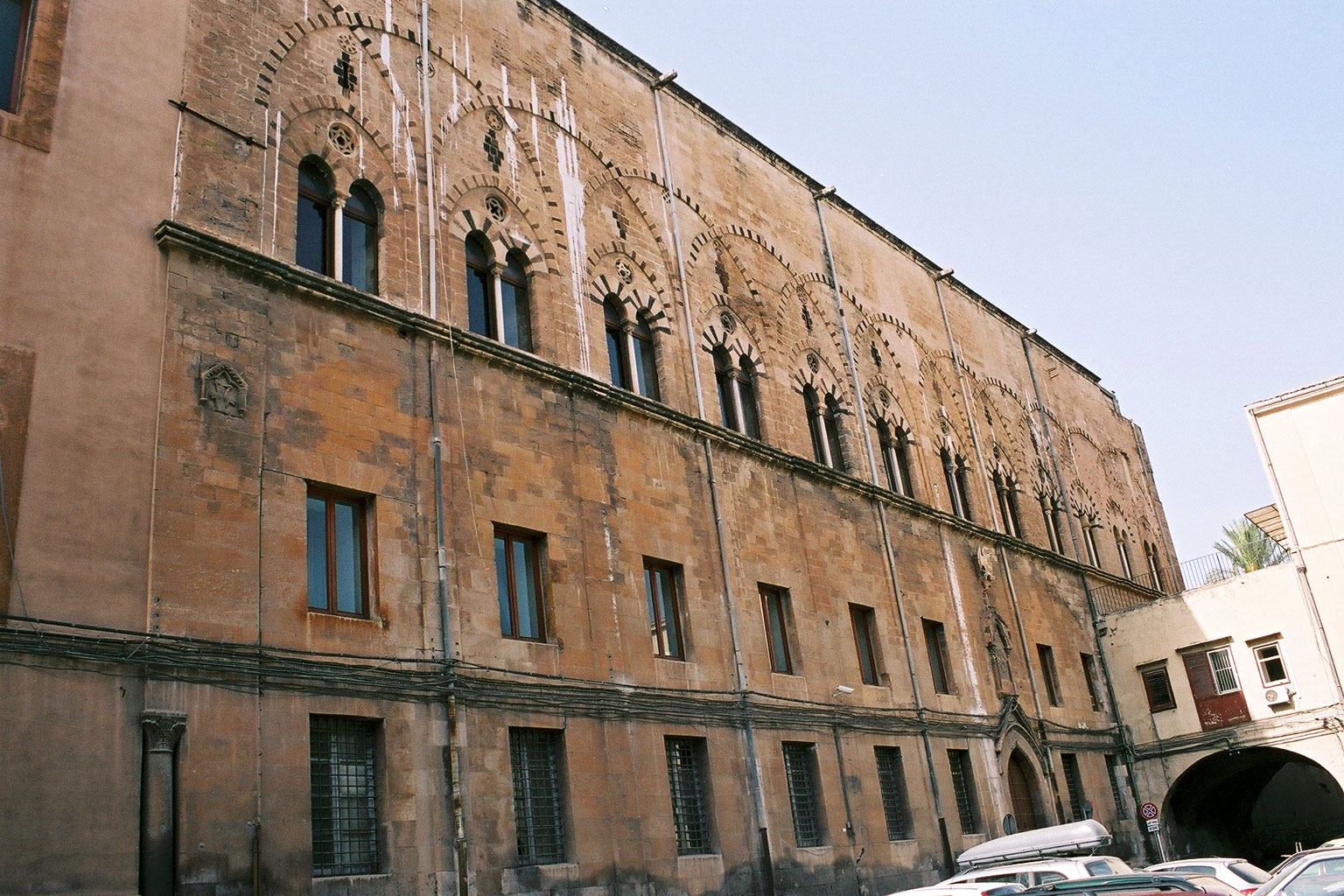
Facciata di palazzo Sclafani, prima sede dell'Accademia.

Su impulso dell’allora vicerè Francisco Ruiz de Castro, nel 1621 fu fondatore a Palermo dell’Accademia dei lastrofisici, cioè di anatomia, con Giuseppe Galeano: considerata la più antica d’Europa, l’Accademia ebbe sede prima nell’Ospedale Grande e Nuovo e poi, dal 1645, presso il noviziato dei Crociferi.
Per quattro volte Alaimo ne fu nominato “principe”, ossia primo tra i componenti.

### La peste del 1624-1625

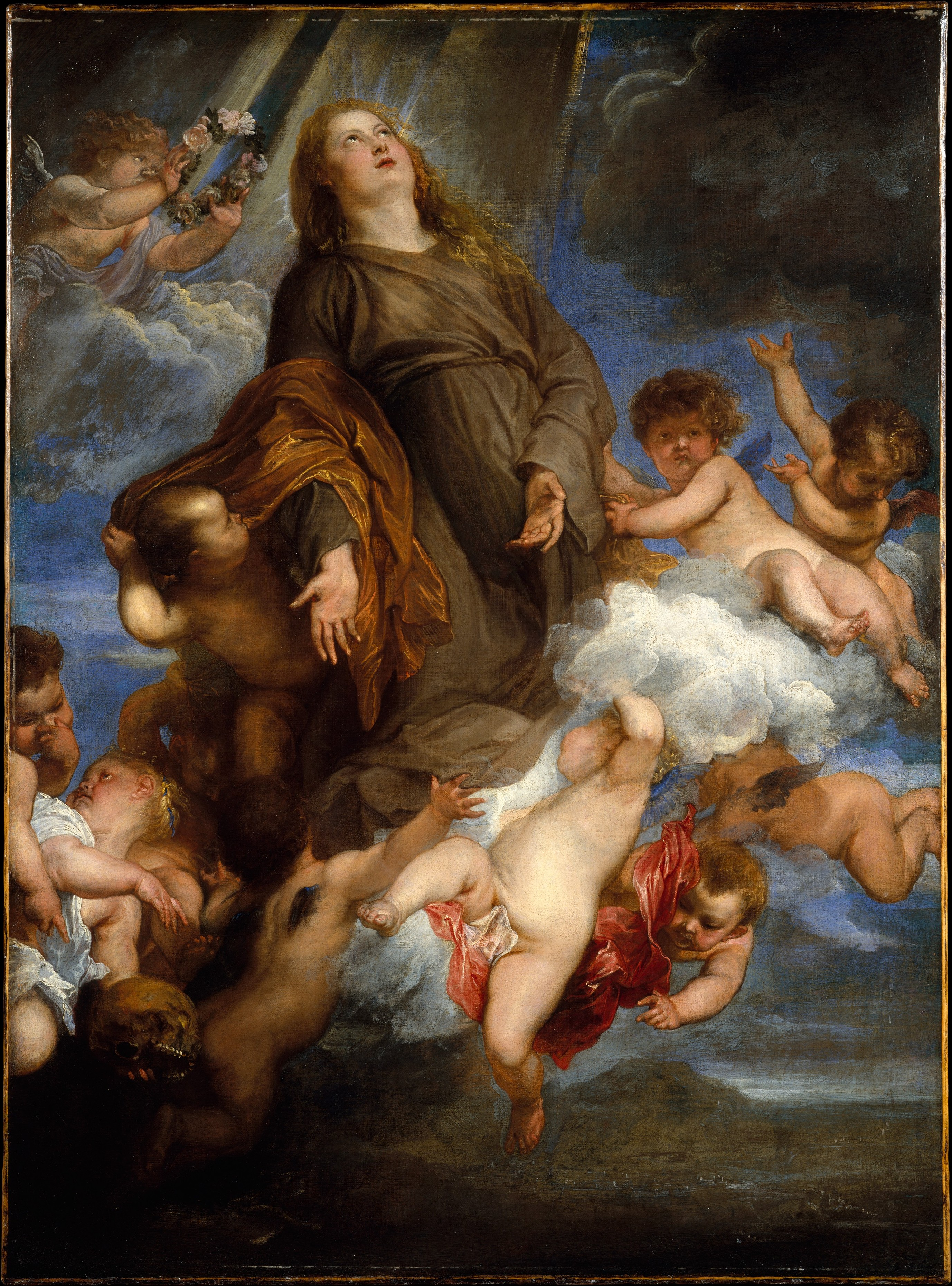
Santa Rosalia in gloria intercede per la fine della peste a Palermo, Antoon van Dick, 1625, Metropolitan Museum of Art

Con viceré il principe Emanuele Filiberto di Savoia, morto anch'egli contagiato nel 1625, la peste giunse a Palermo il 7 maggio 1624, a causa dell'approdo in città di una nave mercantile, proveniente da Tunisi.
Per evitare il panico e forse perché il morbo non fu subito riconosciuto, come nel caso del 1575, l’epidemia passò pressoché inosservata fino al 15 giugno quando penetrò a Palazzo Reale: il 24 giugno, la città era stata ufficialmente dichiarata infetta.
In una riunione al Senato di Palermo per contrastare il morbo, Alaimo fu nominato tra i pochi componenti del Magistrato di Sanità, istituito già nel 1575 in occasione della peste di quel periodo: l'organico era adesso composto dal pretore, il capitano di giustizia, tre principi, l'intero Senato di Palermo- sebbene disponesse di un solo voto-,  tre cavalieri ed altri sei medici, tra cui il protomedico del regno Giuseppe Pizzuto.
Proprio Alaimo fu il principale debellatore del contagio: si recò personalmente nelle case degli appestati, dimostrando notevole ingegno e coraggio e, dopo la città di Palermo, Alaimo prestò visita anche negli altri paesi della provincia.
La peste fu considerata estinta il 9 settembre 1625, ed i casi scomparvero del tutto nel febbraio 1626.
L’intervento di Alaimo contribuì a che, su una popolazione di circa 135.800 abitanti, ne morissero 8.156; una cifra esigua se si pensa alla caparbietà del morbo.
Nel 1625 pubblicò un “Discorso intorno alla preservazione dal morbo contagioso e mortale che regna al presente in Palermo ed in altre città e terre del Regno di Sicilia”: in questo trattato illustrò come la peste fosse stata debellata, riabilitando teorie fino ad allora considerate pseudoscientifiche.

#### Tradizione religiosa
La fine della peste è però tradizionalmente associata al rinvenimento delle ossa di santa Rosalia, dopo 450 anni dalla morte di questa, e da allora venerata come patrona della città. Si narra infatti che la Santa apparve il 13 febbraio 1625 a Vincenzo Bonelli, un saponaio che tentava il suicidio, avvertendolo che la peste sarebbe terminata soltanto se i suoi resti fossero portati in processione.
I resti mortali, leggerissime ossa candide emananti odore di rosa e rinvenute da tale Girolamo La Gattuta nel luglio precedente, furono quindi portate in processione dall'arcivescovo Giannettino Doria tra il Palazzo Arcivescovile, dove erano conservate in uno scrigno di argento e vetro, e la Cattedrale: a quanto riportato dall'avvocato Francesco Di Blasi, da allora i casi ebbero una sostanziale decrescita.
Tuttavia, non si può ignorare di certo l'apporto scientifico compiuto dalla medicina del tempo.

#### Onori
A seguito della fama ricevuta, gli fu proposto l’incarico di protomedico di Napoli offertogli dal viceré napoletano Juan Alfonso Enriquez de Cabrera che tuttavia declinò; analogamente, rifiutò la prima cattedra di medicina dell’Università di Bologna, considerata allora la più prestigiosa al mondo.
Nel 1634 fu nominato consultore protomedico, ossia funzionario pubblico che doveva coadiuvare l’attività sanitaria di uno Stato vigilando sui medici e farmacisti, ed in seguito consultore del pretore di Palermo oltre ad essere cittadino benemerito della stessa.
Morì a settantadue anni, e fu seppellito nella stessa chiesa da lui fondata; la sua epigrafe fu composta dal figlio Giuseppe.
Ad oggi, sia la tomba monumentale a lui eretta che l’epigrafe sono smarrite per lavori di abbellimento compiuti nel 1780.

## Vita privata
Alaimo ebbe due figli, Giuseppe e Domenico: il primo dimostrò una vasta erudizione laureandosi in filosofia, medicina e teologia; l’altro conseguì una laurea dottorale in filosofia e teologia ed esercitò il mestiere di precettore.

## Opere
- Discorso intorno alla preservazione dal morbo contagioso e mortale che regna al presente in Palermo ed in altre città e terre del Regno di Sicilia, Palermo, 1625
- Opus aureum pro cognoscendis, curandis febribus malignis
- Consultationes pro arduissimis profligandis morbis
- Consultationes pro ulceris syriaci nunc vagantis curatione, Panomi, 1632
- Diadecticon, seu de succedaneis medicarnentis opusculum..., Panomi, 1637
- Consigli politico-medici per l’occorrenti necessità di peste, Palermo, Nicolò Bua, 1652